# Tres Olivos (metropolitana di Madrid)
Tres Olivos è una stazione della linea 10 della metropolitana di Madrid. Si trova sotto all'incrocio tra la M-607 e la Calle Retablo de Melisendra, nel distretto Fuencarral-El Pardo di Madrid.
In questa stazione bisogna effettuare un cambio di treno per poter continuare sia in direzione di Puerta del Sur che in direzione di Hospital Infanta Sofía e a questa stazione corrisponde un cambio di tariffa.

## Storia
La stazione è stata inaugurata il 26 aprile 2007.

## Accessi
Vestibolo Tres Olivos
- Retablo de Melisendra Calle Retablo de Melisendra, 1